# Budget fédéral canadien de 1994
Lire en ligne

Le plan budgétaire

1993 1995
Le budget fédéral canadien pour l'exercice 1994-1995 a été présenté par le ministre des Finances Paul Martin à la Chambre des communes le 22 février 1994. Il s'agissait du premier budget fédéral présenté sous le mandat de Jean Chrétien.

## Contexte
Le budget est déposé quelques mois après les élections fédérales de 1993, au cours desquelles le Parti libéral dirigé par Jean Chrétien a remporté une large majorité des sièges à la Chambre des communes. Paul Martin, principal rival de Chrétien lors de l'élection à la direction du Parti libéral de 1990, est nommé ministre des Finances.

### Déclaration du 8 février
Le 8 février 1994, le premier ministre Jean Chrétien fait une déclaration surprise à la Chambre des communes pour annoncer un plan d'action fédéral sur la contrebande de tabac:

« En conséquence, même si nous regrettons tous de devoir réduire les taxes sur les cigarettes, nous devrons nous y résoudre, du moins tant que nous n'aurons pas démantelé les réseaux de contrebandiers. Ce n'est qu'après 
que nous pourrons rétablir le niveau de taxation qui conviendra dans les circonstances. »

— Jean Chrétien, premier ministre.
Les taxes d'accise sur le tabac sont considérablement réduites, et une réduction supplémentaire est appliquée dans les provinces qui acceptent de réduire leurs taxes d'accise provinciales. Des droits d'accise supplémentaires sont imposés sur les produits du tabac exportés et une surtaxe sur les bénéfices de fabrication du tabac est créée,.

## Impôts

### Impôts sur le revenu des particuliers
Le budget a réduit ou abrogé plusieurs incitatifs fiscaux:
- L'exonération cumulative des gains en capital de 100 000 $ est abrogée ;
- Les premiers 25 000 $ d'assurance-vie fournie par l'employeur sont considérés comme un avantage imposable ;
- Le crédit d'impôt en raison de l'âge est réduit ;
- La déductibilité des frais de repas et de divertissement est limitée à 50 % (contre 80 % avant le budget)[note 3].

Le Régime d'accession à la propriété (RAP) créé en 1992 (et prolongé une première fois en 1993) est prolongé indéfiniment après le 1er mars 1994, mais désormais limité à l'achat d'une première maison,,.

### Impôts sur les sociétés
Le budget a également réduit plusieurs incitatifs fiscaux:
- Les taux des crédits d'impôt à l'investissement sont réduits ;
  - Le crédit d'impôt spécial à l'investissement et le volet régional relatif à la R&D sont supprimés ;
- Les dépenses de R&D et le calcul de la déduction pour les petites entreprises sont resserrés pour les sociétés privées ;
- De nouvelles règles sont mises en œuvre pour limiter l'évasion fiscale lors de réorganisations d'entreprises source de divisions.

### TPS et autres taxes
Parallèlement à la réduction de la déductibilité des frais de repas et de divertissement, la proportion de la taxe sur les produits et services (TPS) qui peut être réclamée sur ces dépenses sous forme de crédit de taxe sur les intrants est également réduite à 50 %.

## Dépenses

### Transferts aux provinces
Le budget annonce le gel des paiements au titre du Régime d'assistance publique du Canada (RAPC) à leurs niveaux de 1994-1995 après le 31 mars 1995. Contrairement aux restrictions du budget 1990, toutes les provinces (y compris celles qui reçoivent des paiements de péréquation) sont touchées par le plafond.
Le Parti réformiste (alors le troisième parti en nombre de sièges à la Chambre) soutient les réductions du RAPC tout en critiquant le fait que ces réductions ne soient pas compensées par des modifications aux normes nationales de santé pour donner plus de liberté aux provinces dans l'ajustement des services qu'elles fournissent.

## Suites

### Historique législatif

#### Loi d'exécution du budget de 1994
Les principales dispositions du budget ont été incluses dans la Loi d'exécution du budget de 1994, qui a été adoptée en troisième lecture par la Chambre des communes le 31 mai 1994 et a reçu la sanction royale le 15 juin 1994 . Les votes ont suivi les lignes de parti, à l'exception notable du député indépendant du Québec, Gilles Bernier (Beauce), qui a voté en faveur.

#### Autres lois
Les mesures relatives à l'impôt sur le revenu ont été mises en œuvre par le projet de loi C-59, qui a été lu une troisième fois et adopté le 21 février 1995 par 129 voix contre 64 et a reçu la sanction royale le 26 mars 1995 tandis que les changements annoncés dans la déclaration du 8 février et la réduction des crédits de taxe sur les intrants de TPS pouvant être réclamés sur les dépenses de repas et de divertissement sont mises en place par le projet de loi C-35, qui a reçu la sanction royale le 23 juin 1994.